# Arlene Shechet

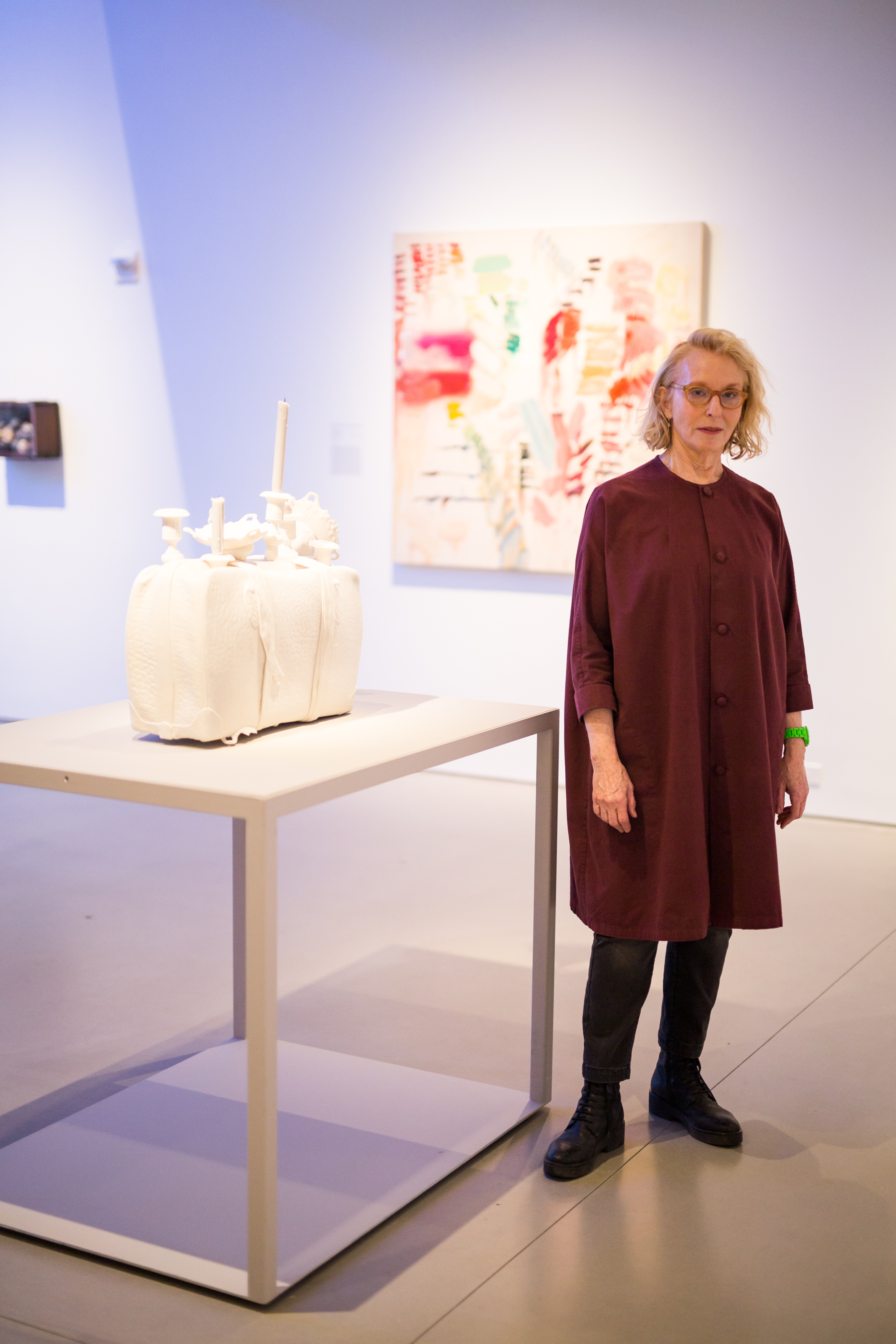
Arlene Shechet en el Museo judío con su escultura Luz de Viaje de la escultura 2017 en Escenas de la Colección

Arlene Shechet (Ciudad de Nueva York, 1951) es una artista estadounidense. Vive y trabaja en la ciudad de Nueva York y Woodstock, Nueva York.

## Trabajo
El primer trabajo de Shechet estuvo influido por el budismo, evidente en la manera en la que exhibe estados de transformación y temática budista. A principios de los noventa, Shechet hizo una serie de esculturas de yeso. Las obras abultadas, apoyadas sobre objetos industriales y encontrados, y la incorporación de iconografía budista, se convirtieron en una familia de Budas. En 1996 Shechet fue invitada a trabajar en el Dieu Donné Papermill en Nueva York. Durante su estadía creó planos de estupas de papel hechas a mano, así como vasos de papel.
Shechet continúa trabajando con papel, implementando una aproximación híbrida manipulando la pulpa de papel de manera similar a la arcilla. Su reciente conjunto de obras de papel de colores, completado en 2012, revela su compromiso con los materiales y el molde.
Su fascinación por los materiales se extiende a la arcilla, por la cual es principalmente conocida y ha recibido un amplio reconocimiento. Durante la última década, Shechet ha trabajado prolíficamente con arcilla, creando un conjunto de obras impresionante y empujando las fronteras del material. Desde 2012 a 2013, Shechet llevó a cabo una estancia en el Meissen Porcelain Manufactory en Alemania, donde realizó esculturas experimentales junto a los empleados de la fábrica que hacen trabajos de porcelana tradicionales. Su tiempo allí produjo un conjunto de obras nuevo el cual fue instalado por Shechet en el RISD Museum, Providencia en 2014.
En 2013 para The New York Times, Roberta Smith describió el trabajo de Shechet como una combinación de pintura y escultura "con exuberantes polimorfismos, a menudo con resultados de cómic", y señaló la variedad de superficies barnizadas en los vasos en su exposición Slip, en Sikkema Jenkins & Co. Una cápsula de opinión del New Yorker comparó el trabajo de esta exposición con el trabajo del artista de cerámicoa y grabado Ken Price. Shechet también ha citado referencias tan diversas como Elie Nadelman, Sophie Taeuber-Arp, Jim Nutt, y Umberto Boccioni.
El 6 de marzo de 2018 Pace Gallery anunció su representación de Shechet.

## Primeros años y educación
Shechet fue criada en Forest Hills, Queens. Recibió su título en Artes de la Universidad de New York y sus maestría de Bellas artes de la Escuela de Diseño de Rhode Island.

## Exposiciones
Las exposiciones museísticas individuales del trabajo de Shechet incluye el RISD Museum, Providence en 2014; el Museo de Arte Weatherspoon, Greensboro, en 2013; el Museo de Arte Contemporáneo Nerman, Kansas en 2012; La galería de arte y museo de enseñanza Tang, Saratoga Springs, NY en 2009; y el Museo de arte contemporáneo de Denver en 2009. Una encuesta de veinte años de su trabajo, abierta por el Instituto de Arte Contemporáneo, Boston en junio de 2015. Shechet es la primera artista con vida en tener una exposición en la Colección Frick, Nueva York, la cual estuvo en exposición en 2016-2017. Tuvo una exhibición en la Colección Phillips, DC en 2016-2017.

## Colecciones
El  trabajo de Shechet se lleva a cabo en la siguiente colección pública permanente:
- Museo judío, Nueva York[15]

## Premios
Shechet ha recibido numerosos premios, incluyendo un la beca John Simon Guggenheim Memorial Foundation en 2004, una subvención para pintores y escultores de la Fundación de Joan Mitchell en 2010, el premio de artes y letras americanas en 2011, y tres premios de la Fundación Nueva York para las Artes.